# 迪普霍爾茨巴格湖

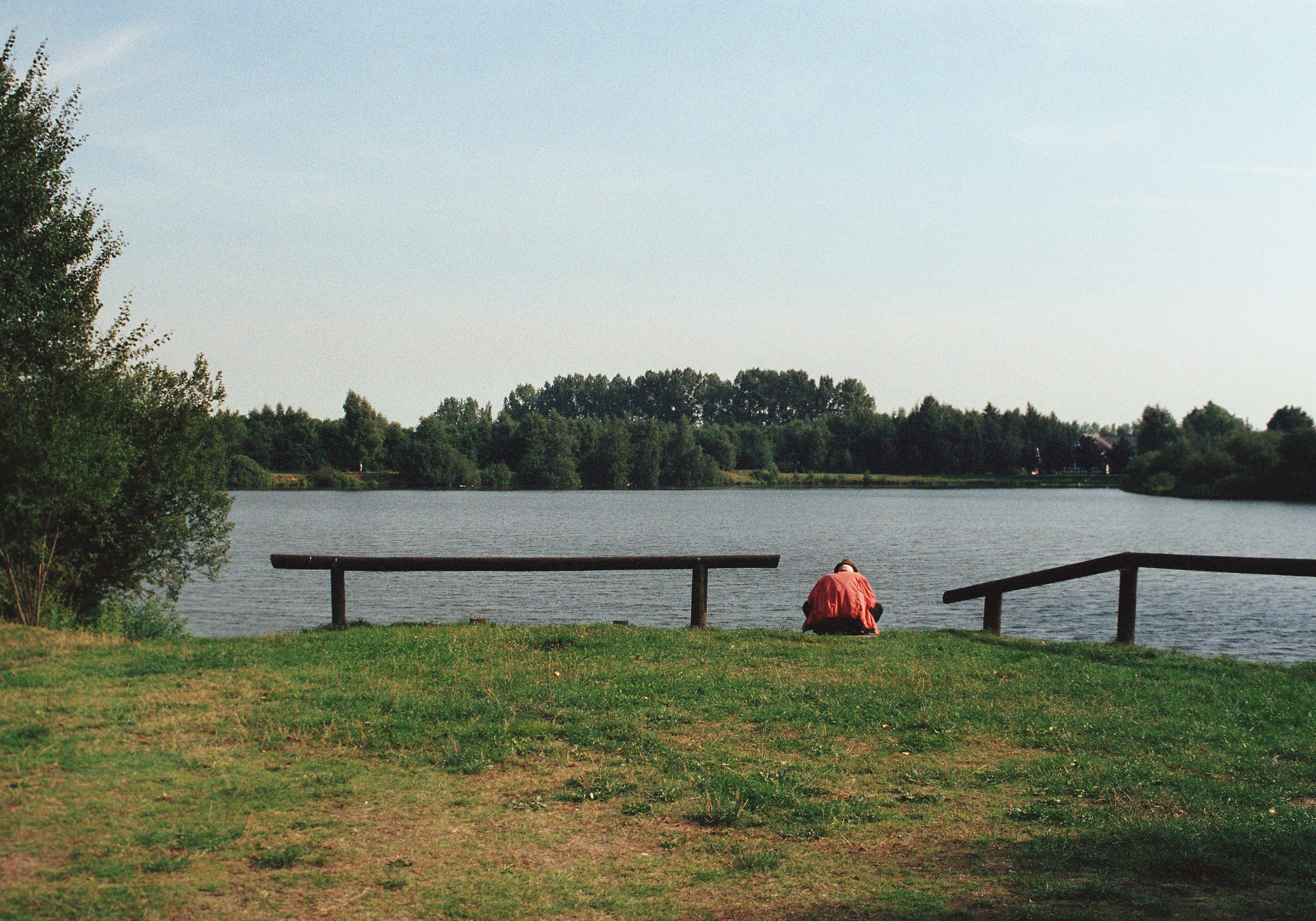

52°36′11″N 8°21′13″E / 52.603152°N 8.353708°E
迪普霍爾茨巴格湖（德語：Diepholzer Baggersee），是德國的湖泊，位於該國西北部，由下薩克森州負責管轄，處於迪普霍爾茨以西，長0.3公里、寬0.2公里，面積0.06平方公里，最大水深15米。